# Altoparadisium scabrum
Altoparadisium scabrum là một loài thực vật có hoa trong họ Hòa thảo. Loài này được (Pilg. & Kuhlm.) Filg., Davidse, Zuloaga & Morrone mô tả khoa học đầu tiên năm 2001.